# Alfiyya
Alfiyya (arabisch ألفية alfiyya, DMG alfīya) ist der Name einer Gattung der klassischen arabischen Literatur. Der Plural lautet Alfiyyāt / ألفيات.
Eine Alfiyya ist ein Gedicht, das ungefähr eintausend Verse umfasst (von alf / ألف / ‚tausend‘, cf. alf layla wa-layla / ألف ليلة وليلة, die Märchensammlung Tausendundeine Nacht). Alfiyyāt wurden hauptsächlich von den arabischen Sprachwissenschaftlern (نحاة, DMG nuḥāt ‚Grammatiker‘) des Mittelalters verfasst, um für die arabische Formen- und Satzlehre einen handlichen, traktatartigen Rahmen zu finden.
In der traditionellen arabischen Poesie muss in einem Gedicht die letzte Silbe eines jeden Verses auf einen einheitlichen Konsonanten und (ihm folgenden) Langvokal auslauten. Weil diese Regel im Falle einer Alfiyya grundsätzlich außer Kraft gesetzt ist (es gibt einen schlichten Binnenreim innerhalb eines Verses) und weil für das Metrum regelmäßig der archaische und schlichte radschaz / رجز / raǧaz verwendet wurde, galt die Alfiyya der westlichen Forschung lange Zeit nicht als Dichtkunst im strengen Sinne. Der französische Orientalist Silvestre de Sacy (1758–1838) kommentierte abschätzig: « Ce mètre nommé رجز n’est presque que de la prose rimée ». In der heutigen Forschung wird dagegen versucht, die Alfiyya auch als Kunstform ernstzunehmen.

## Die Alfiyya des Ibn Mālik
Die wohl berühmteste Vertreterin der Gattung ist die von Ibn Mālik (1204/05–1274) verfasste, die noch heute in der arabischen Welt als Unterrichtswerk verwendet wird und mehr oder weniger als die Alfiyya schlechthin gilt. Sie ist eines der am häufigsten kommentierten Werke der arabischen Literatur überhaupt und wurde beizeiten auch im Westen rezipiert. Nachdem de Sacy in seiner Anthologie grammaticale (Paris 1829) zunächst Ausschnitte mit einer kommentierten Übersetzung veröffentlicht hatte, veranstaltete der deutsche Orientalist Friedrich Heinrich Dieterici (1821–1903) eine textkritische Gesamtausgabe der eintausendundzwei Verse, zusammen mit einem arabischen Kommentar, der innerhalb der Alfiyya-Kommentarliteratur selbst den Rang eines Klassikers innehat: Alfijjah, carmen didacticum grammaticum auctore Ibn Mâlik et in Alfijjam commentarius quem conscripsit Ibn ʿAḳîl (Leipzig 1851). Diese Edition wurde umgehend ein wissenschaftliches Standardwerk: Die in der gesamten englischsprachigen Fachwelt verbreitete arabische Grammatik von William Wright (1830–1889) zitiert sie als eine ihrer Hauptquellen. Dieterici beschäftigte sich weiter intensiv mit diesem Werk und gab im nächsten Jahr eine deutsche Übersetzung heraus.